# Газообмен
Газообмен — обмен газов между организмом и внешней средой. Из окружающей среды в организм непрерывно поступает кислород, который потребляется всеми клетками, органами и тканями; из организма выделяется образующийся в нём углекислый газ и незначительное количество др. газообразных продуктов метаболизма.
Газообмен необходим почти для всех организмов, без него невозможен нормальный обмен веществ и энергии, а, следовательно, и сама жизнь.
Кислород, поступающий в ткани, используется для окисления продуктов, образующихся в итоге длинной цепи химических превращений углеводов, жиров и белков. При этом образуются CO2, вода, азотистые соединения и освобождается энергия, используемая для поддержания температуры тела и выполнения работы. Количество образующегося в организме и, в конечном итоге, выделяющегося из него CO2 зависит не только от количества потребляемого О2, но и от того, что преимущественно окисляется: углеводы, жиры или белки. Отношение удаляемого из организма CO2 к поглощённому за то же время O2 называется дыхательным коэффициентом, который равен примерно 0,7 при окислении жиров, 0,8 при окислении белков и 1,0 при окислении углеводов. Количество энергии, освобождающееся на 1 л потребленного O2 (калорический эквивалент кислорода), равно 20,9 кДж (5 ккал) при окислении углеводов и 19,7 кДж (4,7 ккал) при окислении жиров. По потреблению O2 в единицу времени и по дыхательному коэффициенту можно рассчитать количество освободившейся в организме энергии.
Газообмен (соответственно и расход энергии) у пойкилотермных животных (холоднокровных) понижается с понижением температуры тела. Такая же зависимость обнаружена и у гомойотермных животных (теплокровных) при выключении терморегуляции (в условиях естественной или искусственной гипотермии); при повышении температуры тела (при перегреве, некоторых заболеваниях) газообмен увеличивается.
При понижении температуры окружающей среды газообмен у теплокровных животных (особенно у мелких) увеличивается в результате увеличения теплопродукции. Он увеличивается также после приёма пищи, особенно богатой белками (т. н. специфически-динамическое действие пищи). Наибольших величин газообмен достигает при мышечной деятельности. У человека при работе умеренной мощности он увеличивается, через 3–6 мин. после её начала достигает определённого уровня и затем удерживается в течение всего времени работы на этом уровне. При работе большой мощности газообмен непрерывно возрастает; вскоре после достижения максимального для данного человека уровня (максимальная аэробная работа) работу приходится прекращать, так как потребность организма в O2 превышает этот уровень. В первое время после окончания работы сохраняется повышенное потребление O2, используемого для покрытия кислородного долга, то есть для окисления продуктов обмена веществ, образовавшихся во время работы. Потребление O2 может увеличиваться с 200–300 мл/мин. в состоянии покоя до 2000–3000 при работе, а у хорошо тренированных спортсменов — до 5000 мл/мин. Соответственно увеличиваются выделение CO2 и расход энергии; одновременно происходят сдвиги дыхательного коэффициента, связанные с изменениями обмена веществ, кислотно-щелочного равновесия и лёгочной вентиляции.
Расчёт общего суточного расхода энергии у людей разных профессий и образа жизни, основанный на определениях газообмена важен для нормирования питания. Исследования изменений газообмена при стандартной физической работе применяются в физиологии труда и спорта, в клинике для оценки функционального состояния систем, участвующих в газообмене.
Сравнительное постоянство газообмена при значительных изменениях парциального давления O2 в окружающей среде, нарушениях работы органов дыхания и т. п. обеспечивается приспособительными (компенсаторными) реакциями систем, участвующих в газообмене и регулируемых нервной системой.
У человека и животных газообмен принято исследовать в условиях полного покоя, натощак, при комфортной температуре среды (18–22 °C). Количества потребляемого при этом O2 и освобождающейся энергии характеризуют основной обмен. Для исследования применяются методы, основанные на принципе открытой либо закрытой системы. В первом случае определяют количество выдыхаемого воздуха и его состав (при помощи химических или физических газоанализаторов), что позволяет вычислять количества потребляемого O2 и выделяемого CO2. Во втором случае дыхание происходит в закрытой системе (герметичной камере либо из спирографа, соединённого с дыхательными путями), в которой поглощается выделяемый CO2, а количество потребленного из системы O2 определяют либо измерением равного ему количества автоматически поступающего в систему O2, либо по уменьшению объёма системы.
Газообмен у человека происходит в альвеолах легких и в тканях тела.